# 拟斧蛤
拟斧蛤（学名：Nipponomysella oblongata），是帘蛤目寄生蛤科Nipponomysella的一种。主要分布于韩国、中国大陆，常栖息在潮下带20米左右。